# Joachim Niemeyer
Pour les articles homonymes, voir Niemeyer.
Joachim Niemeyer (né le 27 décembre 1940 à Hambourg et mort le 5 février 2022 à Baden-Baden) est un avocat et historien militaire allemand. Il est directeur du musée d'histoire de l'armement de Rastatt.

## Biographie
Niemeyer est le fils d'un capitaine de cavalerie et de sa femme. En 1963, il est diplômé du lycée Herderschule de Lunebourg et effectue deux ans de service militaire dans la Bundeswehr.
Il étudie ensuite le droit, l'histoire, les sciences politiques et la sociologie à l'Université de Fribourg-en-Brisgau et à l'Université libre de Berlin. En 1970, il réussit le premier examen d'État en droit.
Il étudie ensuite l'histoire et les sciences politiques à l'Université westphalienne Guillaume de Münster. De 1973 à 1976, il est assistant de recherche à la Fondation allemande pour la recherche (DFG) à la chaire d'histoire militaire détenue par Werner Hahlweg (de). En 1978, il obtient alors un doctorat à la faculté de philosophie avec la thèse Das österreichische Militärwesen im Umbruch. Untersuchungen zum Kriegsbild zwischen 1830 und 1866.
De 1995 à 2003, il est le premier civil à diriger (directeur et gérant) le Musée d'histoire de l'armement au château de Rastatt. Jusqu'en 2015, il est le second président de l'Association des amis du musée d'histoire militaire du château de Rastatt e. V. De plus, de 1998 à 2002, il est président de la Société allemande d'études militaires (de).

## Travaux (sélection)

### monographies
- Das österreichische Militärwesen im Umbruch. Untersuchungen zum Kriegsbild zwischen 1830 und 1866 (= Studien zur Militärgeschichte, Militärwissenschaft und Konfliktsforschung, Volume 23). Biblio-Verlag, Osnabrück 1979,  (ISBN 3-7648-1189-7).

### rédactions
- avec Georg Ortenburg: Die chur-braunschweig-lüneburgische Armee im Siebenjährigen Kriege. Das „Gmundener Prachtwerk“. Vogel, Beckum 1976.
- avec Georg Ortenburg: Die Hannoversche Armee 1780–1803. Das „Gmundener Prachtwerk“ Teil II. Vogel, Beckum 1981.
- Scharnhorst-Briefe an Friedrich von der Decken. Dümmler, Bonn 1987,  (ISBN 3-427-82071-8).
- avec Bernhard R. Kroener: Hans Bleckwenn: Altpreussische Offiziersporträts. Studien aus dem Nachlass. Im Auftrag des Militärgeschichtlichen Forschungsamtes. Osnabrück 2000, Biblio-Verlag,  (ISBN 3-7648-2584-7).
- avec Christoph Rehm: Das Wehrgeschichtliche Museum Rastatt. Militärgeschichte in Baden-Württemberg. Begleitband zur Dauerausstellung im Wehrgeschichtlichen Museum Schloss Rastatt. Vereinigung der Freunde des Wehrgeschichtlichen Museums Schloß Rastatt, Rastatt 2009,  (ISBN 3-9810460-4-8).

### préface
- Société militaire (dir.): Denkwürdigkeiten der Militärischen Gesellschaft zu Berlin. 5 volumes, Neudruck, Biblio-Verlag, Osnabrück 1985,  (ISBN 3-7648-0848-9).